# ネイキッド・シティ (ラスベガス)
ネイキッド・シティ (Naked City) は、ネバダ州ラスベガスの地区のひとつで、ラスベガス・ストリップの北側に位置している。この地区は、ラスベガス・ストリップの北端、ラスベガス・ブールバードとサハラ・アベニューの交差点近くに位置している。

## 沿革
この一画では、1930年代から低層住宅の建設が始まっていた。
1950年代には、サハラ・アベニュー、ラスベガス・ブールバード、ワイオミング・アベニュー (Wyoming Avenue)、インダストリアル・ロード (Industrial Road) で囲まれた一画に、当時としては近代的だったアパートが何棟も設けられており、地区内の小路には、セントルイス、ニューヨーク、ボルチモアなどと、アメリカ合衆国各地の都市の名が冠されていた。その住人の多くはラスベガスの娯楽産業の従業員たちだったが、この地区が特に際立っていたのは、いくつか設けられていたプールで、ショーガールの女性たちが、日焼けの跡が残るのを嫌い、よく全裸で日光浴をしていたことだった。一説には、これが「裸の町」を意味する「Naked City」という呼び方の由来とされている。
その後、徐々に住民は離れ、荒廃が進むようになった。地名の由来に関する別の説では、ラスベガスの中心がこの辺りから遠い南側へ移っていった1970年代に、犯罪が多発するニューヨークを舞台にした1948年の映画『裸の町 (Naked City) やテレビドラマ『裸の町』になぞらえてこの呼び名が広がったともいう。

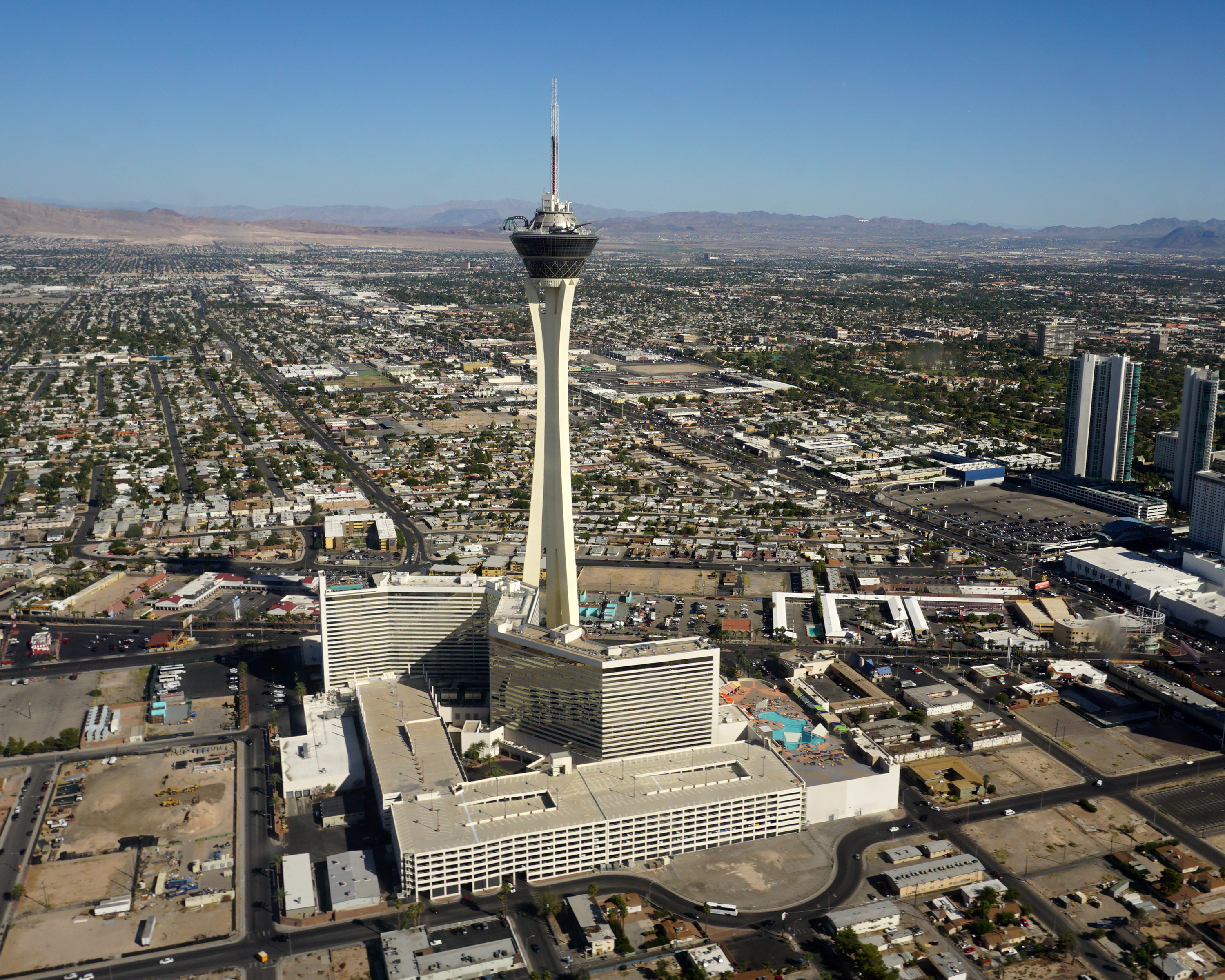
「ストラトスフィア」2017年撮影。建物より手前（西側）がネイキッド・シティ。

1992年の時点で、ネイキッド・シティは、ラスベガスで最も問題を抱えた地区と評されていた。その後、1996年にタワーで知られる大規模なカジノ・ホテル「ストラトスフィア」がラスベガス・ブールバード沿いに開業し、2007年にはコンドミニアム（高級マンション）も建設された。
しかし、その一方で、古い住宅やアパートも部分的に残存しており、低所得者層が居住している。2013年の時点でも、ラスベガスの中でも最も困窮した層が居住する地域とされている。
このような状態の中、様々な再開発計画が取りざたされ、一部では投機的な不動産売買や地上げ行為も行われているが、本格的な再開発は進んでいない。